# استیونسن کینگ
استیونسن کینگ (انگلیسی: Stephenson King؛ زادهٔ ۱۳ نوامبر ۱۹۵۸) سیاست‌مدار اهل سنت لوسیا است. وی از ۱ مه ۲۰۰۷ تا ۳۰ نوامبر ۲۰۱۱ نخست‌وزیر این کشور بود.